# Armand Hubert
Armand Hubert (15 août 1857, Lessines - 1er octobre 1940, Marcinelle) est un homme politique belge qui est ministre de l'Industrie et du Travail dans plusieurs ministères à majorité catholique de 1907 à 1914 puis dans les gouvernements d'union nationale de 1914 à 1918.

## Biographie
Armand Hubert, né le 15 août 1857 à Lessines est le fils de Joseph Hubert, contrôleur des contributions au ministère des Finances, et de Justine Lesneuq. Il était marié avec Émilie Nicaise.
Il fait ses études au collège Saint-Stanislas de Mons et des études universitaires en droit à l'Université catholique de Louvain. Il obtient le diplôme de docteur en droit le 12 juillet 1881. En mars 1885, il est nommé substitut du procureur du Roi à Mons. Il quitte ensuite la magistrature pour devenir commissaire d'arrondissement de Mons en juin 1894.
Il entre ensuite en politique pour le compte de l'Association conservatrice de Mons. Il est élu par l'arrondissement de Mons et de Soignies au sénat belge aux élections du 27 mai 1900. Il y siège de 1900 à 1934. Il est nommé ministre de l'Industrie et du Travail de 1907 à 1918.

## Distinctions
- Grand-croix de l'ordre de la Couronne (Belgique).
- Grand officier de l'ordre de Léopold (Belgique).